# العلاقات الإثيوبية البوليفية
العلاقات الإثيوبية البوليفية هي العلاقات الثنائية التي تجمع بين إثيوبيا وبوليفيا.

## مقارنة بين البلدين
هذه مقارنة عامة ومرجعية للدولتين:
| وجه المقارنة                                              | إثيوبيا                        | بوليفيا                                          |
| --------------------------------------------------------- | ------------------------------ | ------------------------------------------------ |
| المساحة (كم2)                                             | 1.10 مليون                     | 1.10 مليون                                       |
| عدد السكان (نسمة)                                         | 104.96 مليون                   | 11.05 مليون                                      |
| الكثافة السكانية (ن./كم²)                                 | 95.42                          | 10.05                                            |
| العاصمة                                                   | أديس أبابا                     | سوكري، لاباز                                     |
| اللغة الرسمية                                             | اللغة الأمهرية                 | اللغة الإسبانية، اللغة الأيمرية، كتشوا، غوارانية |
| العملة                                                    | بير إثيوبي                     | بوليفاريو بوليفي                                 |
| الناتج المحلي الإجمالي (بليون دولار)                      | 80.56 مليار                    | 37.51 مليار                                      |
| الناتج المحلي الإجمالي (تعادل القوة الشرائية) بليون دولار | 161.90 مليار                   | 74.58 مليار                                      |
| الناتج المحلي الإجمالي الاسمي للفرد دولار أمريكي          | 619                            | 3.08 ألف                                         |
| الناتج المحلي الإجمالي للفرد دولار أمريكي                 | 1.50 ألف                       | 6.63 ألف                                         |
| مؤشر التنمية البشرية                                      | 0.442                          | 0.662                                            |
| رمز المكالمات الدولي                                      | +251                           | +591                                             |
| رمز الإنترنت                                              | .et                            | .bo                                              |
| المنطقة الزمنية                                           | ت ع م+03:00، توقيت شرق أفريقيا | 00                                               |

## منظمات دولية مشتركة
يشترك البلدان في عضوية مجموعة من المنظمات الدولية، منها:
| علم المنظمة | اسم المنظمة                        | تاريخ انضمام إثيوبيا | تاريخ انضمام بوليفيا |
| ----------- | ---------------------------------- | -------------------- | -------------------- |
|             | الاتحاد البريدي العالمي            | ?                    | ?                    |
|             | مؤسسة التنمية الدولية              | 11 أبريل 1961        | 21 يونيو 1961        |
|             | منظمة حظر الأسلحة الكيميائية       | ?                    | ?                    |
|             | الأمم المتحدة                      | 13 نوفمبر 1945       | 14 نوفمبر 1945       |
|             | وكالة ضمان الاستثمار متعدد الأطراف | 13 أغسطس 1991        | 3 أكتوبر 1991        |
|             | منظمة الشرطة الجنائية الدولية      | ?                    | ?                    |
|             | مؤسسة التمويل الدولية              | 20 يوليو 1956        | 20 يوليو 1956        |
|             | البنك الدولي للإنشاء والتعمير      | 27 ديسمبر 1945       | 27 ديسمبر 1945       |
|             | الاتحاد الدولي للاتصالات           | 20 فبراير 1932       | 1 يونيو 1907         |
|             | يونسكو                             | 1 يوليو 1955         | 13 نوفمبر 1946       |

## وصلات خارجية
- موقع وزارة الخارجية الإثيوبية
- موقع وزارة الخارجية البوليفية